# Бяленґі (Західнопоморське воєводство)
Бяленґі (пол. Białęgi, нім. Belgen) — село в Польщі, у гміні Хойна Грифінського повіту Західнопоморського воєводства.
Населення — 126 осіб (2011).
У 1975-1998 роках село належало до Щецинського воєводства.

## Демографія
Демографічна структура станом на 31 березня 2011 року:
|          | Загалом | Допрацездатний вік | Працездатний вік | Постпрацездатний вік |
| -------- | ------- | ------------------ | ---------------- | -------------------- |
| Чоловіки | 70      | 20                 | 44               | 6                    |
| Жінки    | 56      | 14                 | 31               | 11                   |
| Разом    | 126     | 34                 | 75               | 17                   |